# Línguas Trans-Nova Guiné
Trans–Nova Guiné (TNG) é uma extensa família de línguas papuas faladas na ilha de Nova Guiné e ilhas vizinhas, uma região correspondente ao país Papua Nova Guiné bem como partes da partes, Indonésia. 
A Trans–Nova Guiné é talvez aterceira maior família linguística do mundo por número de línguas. O núcleo da família é considerado estabelecido, mas seus limites e membros gerais são incertos. As línguas são faladas por cerca de 3 milhões de pessoas. Houve várias propostas principais quanto à sua classificação interna.